# Cleveland Heights, Ohio
Cleveland Heights là một thành phố thuộc quận Cuyahoga, tiểu bang Ohio, Hoa Kỳ. Năm 2010, dân số của thành phố này là 46121 người.

## Dân số
- Dân số năm 2000: 49958 người.
- Dân số năm 2010: 46121 người.